# Khương Cừ
Khương Cừ (tiếng Trung: 羌渠; bính âm: Qiāngqú, ?-188) là phụ thân của Ư Phu La và Hô Trù Tuyền, tổ phụ của tả bộ soái Lưu Báo, là một thiền vu của Nam Hung Nô. Năm Quang Hòa thứ 2 (179) thời Đông Hán được kế vị. Vào năm Trung Bình thứ 4 (187), Tiền Đông Sơn tướng của Đông Hán là Trường Thuần phát động phản loạn, Hán Linh Đế ra chiếu yêu cầu Nam Hung Nô phát binh phối hợp diện loạn, Khương Cừ phái con là Tả Hiền vương Ư Phu La xuất binh tiến đánh. Người trong nước lo lắng đội quân đi chinh phạt sẽ không có cơ hội chấm dứt, vì vậy, đã có 10 vạn người phản loạn, giết chết Khương Cừ. Khương Cừ tổng cộng tại vị 10 năm, người trong nước lo ngại đã triệu tập nhau lại báo phục, những người khác ủng hộ Tư Bốc Cốt Đô Hầu làm thiền vi. Ư Phu La trở về bình an, đã bảo lưu lại ở Hà Đông quận.